# Maram Stern
Maram Stern (* 1955 in Berlin) ist seit Oktober 2019 geschäftsführender Vizepräsident des Jüdischen Weltkongresses.

## Werdegang
Stern wurde als Sohn von Holocaust-Überlebenden in Berlin geboren und besuchte dort die Schule. Er absolvierte Studien in Rhode Island (USA) sowie an der Universität Erlangen und an der Freien Universität Brüssel mit Abschlüssen als Doktor der Medizin und Zahnmedizin und einer Fachausbildung als Kiefer- und Gesichtschirurg.
Stern war in den 1980er Jahren Präsident der Europäischen Union Jüdischer Studenten (EUJS), bevor er in verschiedenen Funktionen für den Jüdischen Weltkongress (WJC) tätig wurde. Von 1996 bis 2013 wirkte er dort als stellvertretender Generalsekretär und von 2013 bis 2019 als Vizepräsident für Diplomatie. Nach einer dreimonatigen Tätigkeit als Interims-Präsident ist er seit Oktober 2019 Vizepräsident des WJC. Stern verantwortet unter anderem die Teilnahme des Jüdischen Weltkongresses am interreligiösen Dialog und Konsultationen mit den christlichen Konfessionen und anderen Religionen.
Er lebt und arbeitet seit mehreren Jahrzehnten in Brüssel.

## Auszeichnungen (Auswahl)
- 2004: Golden Laurel Medal der Republik Bulgarien[4]
- 2021: Orden des Sterns von Italien (Komtur)[4]
- 2023: Verdienstkreuz 1. Klasse des Verdienstordens der Bundesrepublik Deutschland[5]